# Graphiurus murinus
Graphiurus murinus — вид гризунів родини вовчкових (Gliridae).

## Поширення
Цей вид широко розповсюджений у більшості країн Східної та Південної Африки. Вид поширений від Ефіопії, через Східну Африку і частину Центральної Африки) до Південно-Африканської Республіки (на захід, до Західної Капській провінції) і Лесото.

## Спосіб життя
Цей вид мешкає в лісистій місцевості, савані, луках і скелястих районах.